# El Ferran (Montagut i Oix)
El Ferran és una muntanya de 985 metres que es troba al municipi de Montagut i Oix, a la comarca catalana de la Garrotxa.